# Armance (Armançon)

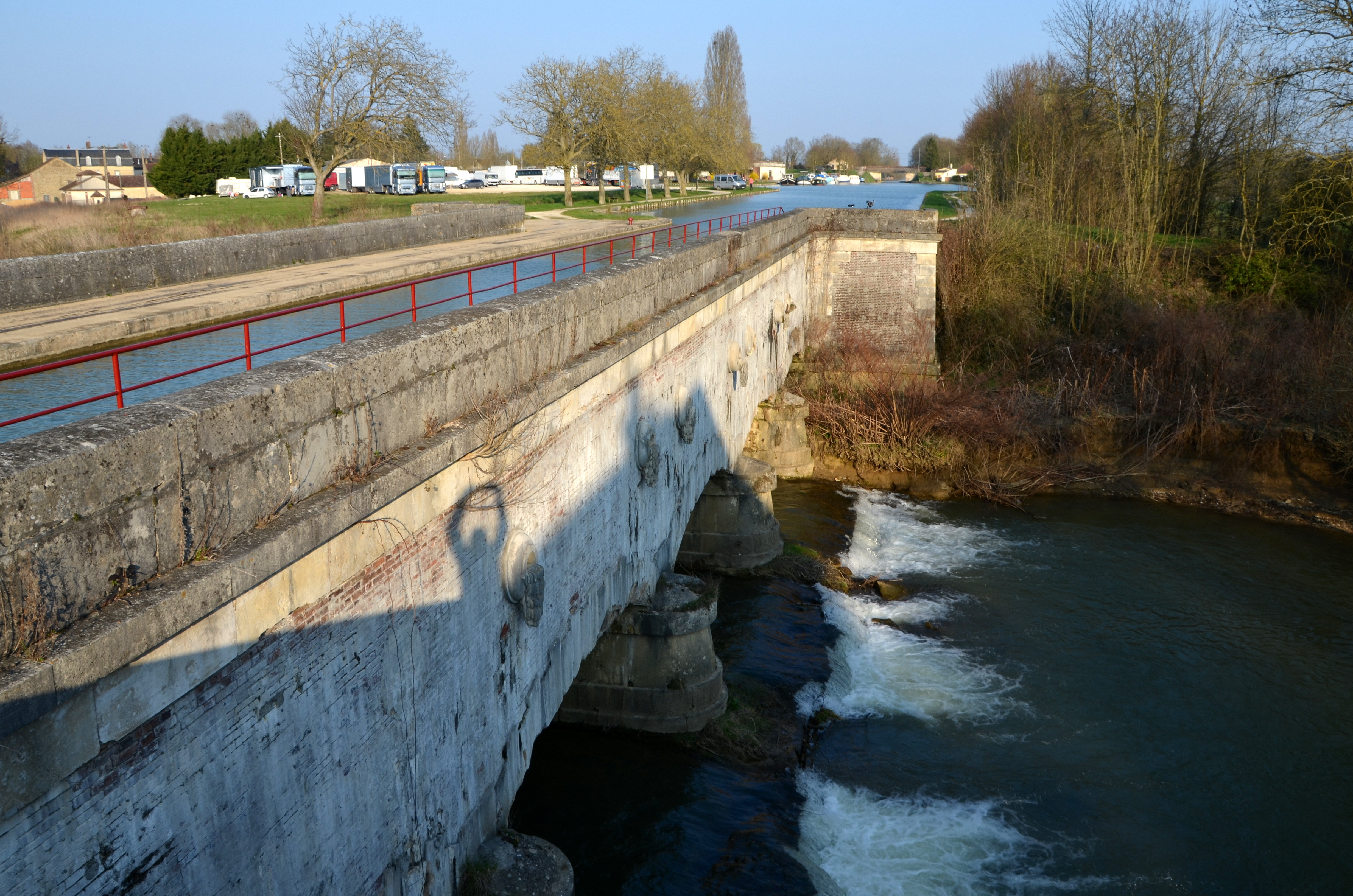
Canal de Bourgogne: Kanalbrücke über der Armance, Saint-Florentin (2012)

Die Armance ist ein Fluss in Frankreich, der in den Regionen Grand Est und Bourgogne-Franche-Comté verläuft. Sie entspringt bei Chaource, entwässert anfangs in nordwestlicher Richtung, dreht dann auf Südwest und mündet nach rund 48 Kilometern unterhalb von Saint-Florentin als rechter Nebenfluss in den Armançon, nachdem sie den Schifffahrtskanal Canal de Bourgogne unterquert hat, der in diesem Bereich den Armançon begleitet.  
Auf ihrem Weg berührt die Armance die Départements Aube und Yonne.

## Orte am Fluss
- Chaource
- La Loge-Pomblin
- Davrey
- Ervy-le-Châtel
- Saint-Florentin